# Рёрбю, Мартинус
Мартинус Кристиан Вессельтофт Рёрбю (дат. Martinus Christian Wesseltoft Rørbye; 17 мая 1803, Драммен, Датская Норвегия — 29 августа 1848, Копенгаген) — датский художник.

## Биография
Родился в семье правительственного чиновника, служившего в Норвегии в период нахождения той под властью Дании; в 1815 году, спустя год после Датско-шведской войны, в ходе которой Норвегия была присоединена к Швеции, семья возвратилась в Данию. Талант к рисованию проявил с детства; в 1819—1826 годах учился в Королевской датской академии изящных искусств, где среди его учителей были многие известные мастера так называемого Золотого века Дании. В 1824 году уже выставлял свои работы на осенней выставке в Шарлоттенборге и впоследствии участвовал в выставках до конца жизни, часто получая серебряные и золотые медали. В 1830 году совершил путешествие в Норвегию, а в 1834 году на академическую стипендию отправился в Италию, посетив по пути Нидерланды и Францию; в Италии жил до 1837 года, при этом в 1835 году совершил поездку в Грецию и Константинополь. В августе 1839 года женился на дочери судьи, но осенью того же года из-за ухудшения здоровья вновь уехал в Италию; возвратился в Данию в 1841 году. С 1838 года преподавал в Королевской академии и с 1844 года был профессором её модельной школы, также давал частные уроки живописи; среди его учеников было несколько ставших впоследствии известными художников. В последние годы жизни тяжело болел (страдал от желудочной болезни), умер в возрасте 45 лет.

## Творчество
Первоначально писал портреты, зеландские пейзажи, виды архитектурных сооружений и сцены из городской жизни Копенгагена. В 1834 году написал картину «Strandscen från gamla Skagen med ett inkommande oväder», в работе над которой, по мнению некоторых исследователей, одним из первых использовал явление так называемого «скагенского света». В 1838 году получил первую премию на художественной выставке с картиной «En turkisk notarie upprättar ett kontrakt», написанной в Турции. К числу наиболее известных картин его авторства «южной» тематики относятся «Österlänningar spelar schack» и «Utsikt över Aten»; из работ на «копенгагенские» мотивы — «Parti vid gamla rådhuset» и «Börstrappan». Его перу принадлежит также большое число портретов, в том числе карикатурных.